# Indesit
Indesit Company S.p.A. es una empresa italiana con sede legal en Fabriano (Ancona) y uno de los principales fabricantes de electrodomésticos en Europa.

## Historia de la empresa
Nacida  en 1975 como una derivación de Merloni,  fue llamada Merloni Electrodomestici SpA y dirigida por Vittorio Merloni. En la década de los 80, con la compra de otras compañías italianas por  grupos extranjeros de electrodomésticos, la Casa Merloni se convierte en la primera productora doméstica de la industria.  Sin embargo, la compañía atravesó un periodo de crisis que se prolongó desde 1981 hasta 1984, año en el que Vittorio Merloni, habiendo concluido su presidencia en Cofindustria, volvió a dirigir la compañía. Los beneficios y los ingresos de la Compañía crecieron y la familia Merloni tomó la decisión de entrar en 1986 en el mercado bursátil.
En 1987, Merloni Electtrodomestici, cotizando ya dentro del mercado de valores, adquiere Indesit, su gran rival dentro del mercado italiano que poseía además cierta presencia internacional, y el 33% de Philco Italy.
En 1988, Merloni, bajo las marcas Ariston e Indesit, consigue una facturación de 1,059 millones de dólares, convirtiéndose en el cuarto productor de electrodomésticos de Europa. Al año siguiente, adquiere y absorbe a la compañía francesa Scholtès.
En 1990, el capital de Merloni entra en Marcegaglia, su proveedor de tubos de acero, con un 7% de sus acciones. En ese mismo año la Compañía ya cuenta con aproximadamente 6.000 empleados distribuidos en distintas oficinas,  incluyendo en  Francia, Portugal y Rusia. 
En 1994, Merloni tuvo una facturación de 1.920 billones de liras, con una cuota de mercado del 10% en Europa. Al año siguiente se hizo cargo de una tercera parte de la capital de Star S.p.A. (Società Trevigiana Apparecchi Riscaldamento), una empresa italiana de la productora de campanas de cocina Conegliano Veneto, que adquirirá plenamente en 2002 y se fusionará con la compañía en 2003. 
En 1999, a través de Fineldo, el holding de la familia Merloni, adquirió Panini, el fabricante de pegatinas.
En 2000, absorbe el  capital de Philco y adquiere Stinol, el primer productor ruso de electrodomésticos. La Compañía de Fabriano, entró en 2002 en la industria electrónica de consumo con la compra de Sinudyne.
En febrero de 2005, Merloni Elettrodomestici pasó a llamarse Indesit Company. Indesit  es la marca más conocida del Grupo fuera de Italia. 
A principios de 2007, Indesit Company puso en marcha la nueva arquitectura de marcas del grupo: la marca Hotpoint se aúna con Ariston para formar la marca Hotpoint-Ariston.
Andrea Merloni sucede en 2010 a su padre, Vittorio, en la dirección de la compañía como el nuevo presidente. 
El 9 de junio, la compañía anunció una inversión de 120 millones en un período de tres años, del 2010-2012,  para consolidar su presencia en Italia y simultáneamente el cierre de las plantas que la compañía posee en Brembate (Bergamo) y Refrontolo (Treviso).

## Las cifras
Indesit registró unas ventas de 2600 millones de euros en 2009. 
Indesit Company cuenta con 16 plantas de producción, 8 en Italia (Fabriano - Albacina y Melano, Brembate, Carinaro, Comunanza, Ninguno, Refrontolo y Teverola), y 8 en el extranjero (Italia, Polonia, Reino Unido, Rusia, Turquía)

## Las marcas
- Ariston
- Indesit
- Hotpoint Archivado el 18 de diciembre de 2020 en Wayback Machine.
- Scholtès